# Ente di gestione delle aree protette del Po torinese
L'Ente di gestione delle aree protette del Po torinese è un ente strumentale della Regione Piemonte.
All'ente sono affidati in gestione:
- il Parco naturale della Collina di Superga
- la Riserva naturale del Bosco del Vaj
- la Riserva naturale della Lanca di San Michele
- la Riserva naturale della Lanca di Santa Marta e della Confluenza del Banna
- la Riserva naturale del Meisino e dell'Isolone Bertolla
- la Riserva naturale dell'Oasi del Po morto
- la Riserva naturale del Molinello
- la Riserva naturale Le Vallere
- la Riserva naturale Arrivore e Colletta
- la Riserva naturale dell'Orco e del Malone
- la Riserva naturale della Confluenza della Dora Baltea
- la Riserva naturale del Mulino Vecchio
- la Riserva naturale dell'Isolotto del Ritano
- la Riserva naturale della Confluenza del Maira